# Eric Louw
Pour les articles homonymes, voir Louw.
Eric Hendrik Louw (né le 21 novembre 1890 à Jacobsdal dans l'État libre d'Orange et mort le 24 juin 1968 au Cap en Afrique du Sud) est un diplomate et un homme politique d'Afrique du Sud, afrikaner, membre du parti national, membre du parlement pour la circonscription de Beaufort West (1924-1925 et 1938-1964), ministre des mines (1948-1950) et des affaires économiques (1948-1954) dans le gouvernement de Daniel François Malan, ministre des finances de 1954 à 1956 et ministre des affaires étrangères de 1955 à 1964 dans les gouvernements de JG Strijdom et de Hendrik Verwoerd. Il est le fondateur des services diplomatiques de l'Union sud-africaine. 

## Biographie

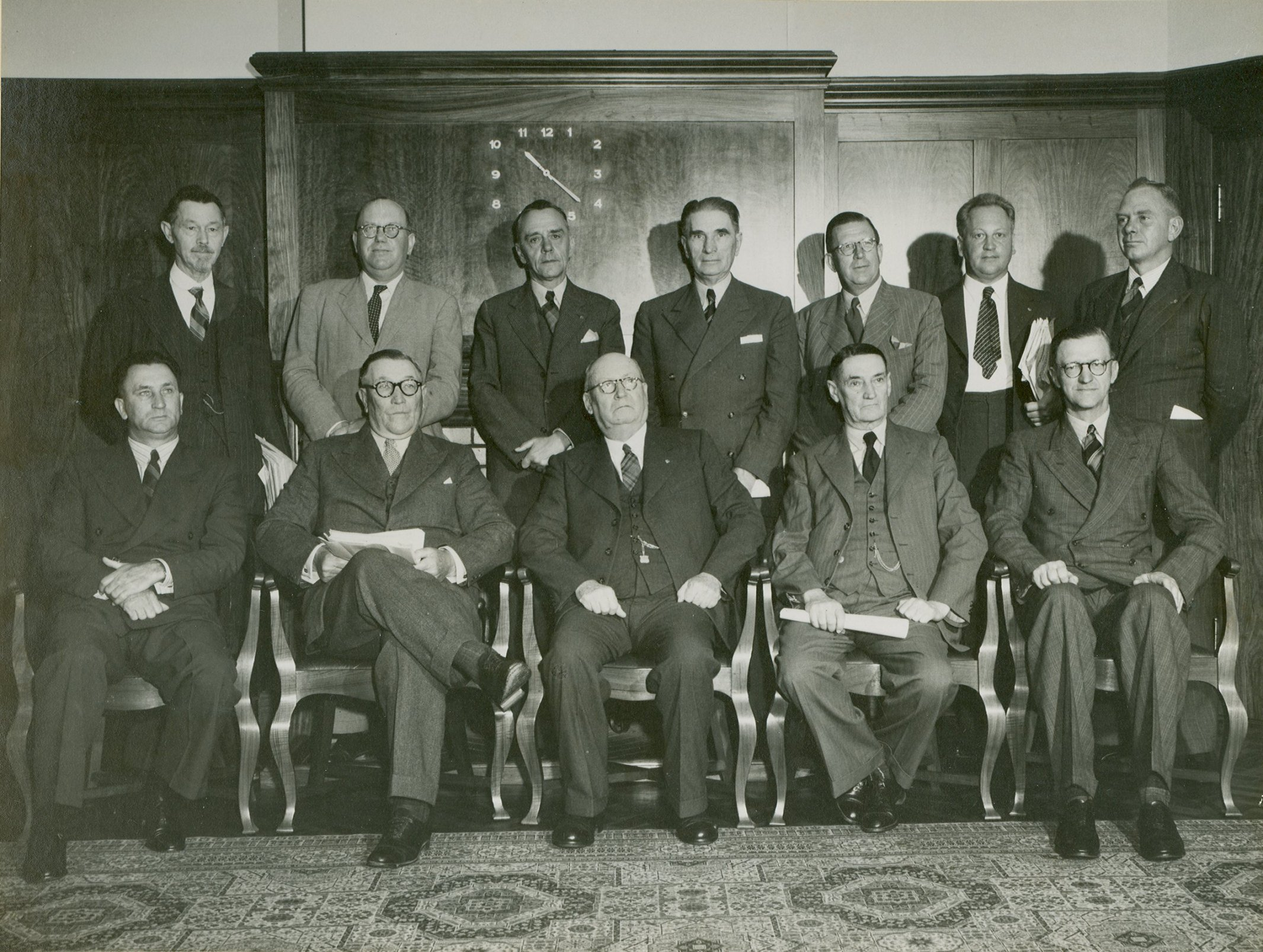
Le 1er gouvernement nationaliste en 1948, dirigé par DF Malan
au premier rang:JG Strijdom, Nicolaas Havenga, DF Malan (premier ministre), E.G. Jansen, Charles Swart
Au second rang: Albert Jacobus Stals, P.O. Sauer, Eric Louw, S.P. le Roux, Theophilus Dönges, François Christiaan Erasmus et Ben Schoeman

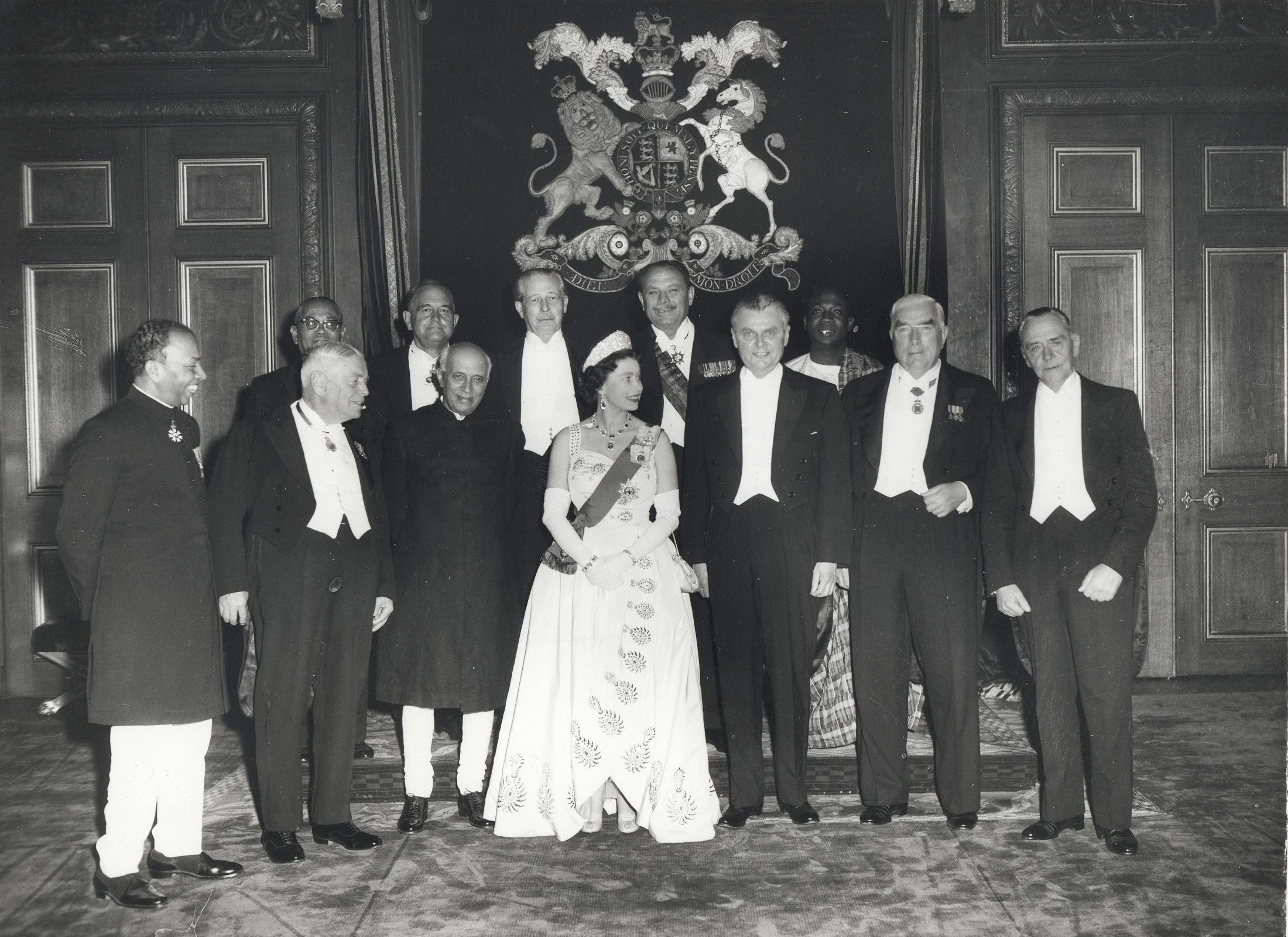
Réunion du Commonwealth en mai 1960. Eric Louw, à droite, représente Hendrik Verwoerd convalescent après une tentative d'assassinat

Éric Louw est né à Jacobsdal dans l'État libre d'Orange en 1890 et est diplômé en droit du Victoria College de Stellenbosch. Il commence sa carrière professionnelle en tant qu'enseignant en droit à l'Université Rhodes de Grahamstown. 
En 1924, Éric Louw est élu député de Beaufort West, province du Cap, sous les couleurs du Parti national. L'année suivante, il devient le premier commissaire sud-africain au commerce en poste aux États-Unis et au Canada. En 1929, il devient haut commissaire de l'Union sud-africaine à Londres, et l'année suivante ambassadeur de l'Union d'Afrique du Sud aux États-Unis et à la Société des Nations. De 1934 à 1937, il est successivement le premier ambassadeur de son pays en Italie, en France et au Portugal. 
En 1938, il est de retour en Afrique du Sud et se fait réélire au parlement dans son ancienne circonscription de Beaufort West. 
À la suite de la victoire du parti national aux élections de 1948, il est nommé dans le gouvernement Malan en tant que ministre de mines et ministre du développement économique (rebaptisé affaires économiques un an plus tard) puis est nommé ministre des Finances et ministre des affaires étrangères en 1955 dans le gouvernement Strijdom. 
Entre 1948 et 1962, il représente pas moins de 8 fois l'Afrique du Sud à l'Organisation des Nations unies et deux fois son pays à la conférence du Commonwealth (1948 et 1960). En 1960, il remplace le premier ministre Hendrik Verwoerd à la conférence du Commonwealth et l'assiste durant celle de mars 1961 où l'Afrique du Sud résilie son appartenance à l'ancienne conférence impériale sur fond de critiques et d'oppositions de plusieurs dirigeants du Commonwealth à la politique d'apartheid menée en Afrique du Sud.
Il démissionne du gouvernement le 31 décembre 1963 et se retire de la vie publique. Il meurt au Cap en 1968.

## Distinctions
Un doctorat honorifique lui a été décerné par l'Université de Pretoria en 1962 et par l'Université de l'État libre d'Orange en 1963. 
En 1965, un buste en bronze d'Éric Louw, réalisé par le sculpteur Hennie Potgieter, a été dévoilé à Beaufort West au sein de l'école qui porte son nom. Un lycée à Musina a été baptisé en son honneur.

### Médias
- (en) Conférence du Commonwealth de 1960, British Pathe